# Insurreição Pernambucana

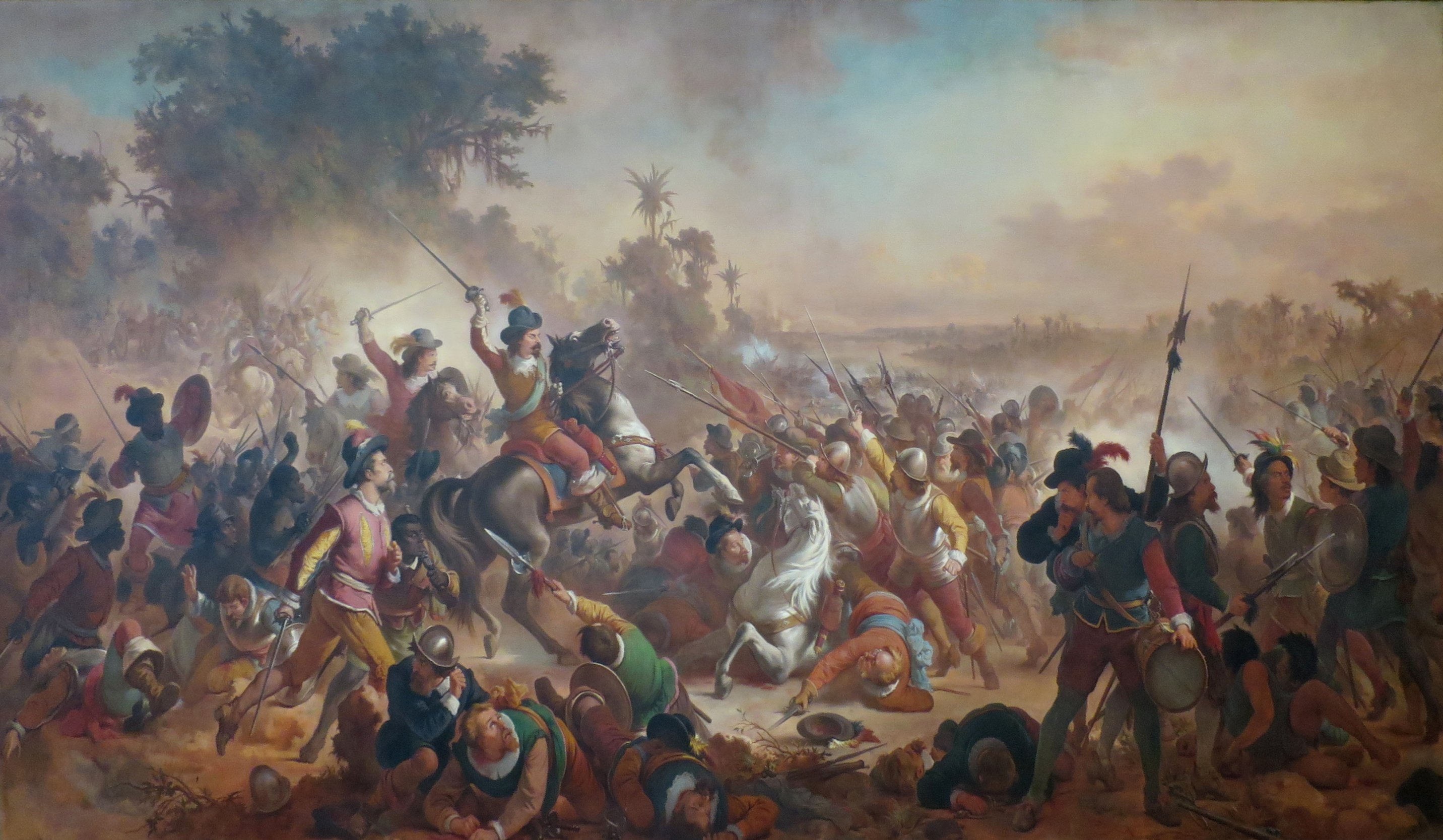
Batalha dos Guararapes (óleo sobre tela por Victor Meirelles, 1879).

Insurreição Pernambucana, também referida como Guerra da Luz Divina, foi um movimento contra o domínio holandês na Capitania de Pernambuco. O movimento ocorreu no contexto da segunda invasão holandesa e da guerra luso-holandesa e culminou com a expulsão dos neerlandeses da região Nordeste do Brasil, seguindo-se a recuperação do território pela coroa portuguesa.
Em 15 de maio de 1645, reunidos no Engenho de São João, dezoito líderes insurretos luso-brasileiros assinaram compromisso para lutar contra o domínio holandês na capitania. O movimento integrou forças lideradas por André Vidal de Negreiros, João Fernandes Vieira, Henrique Dias e Filipe Camarão, nas célebres Batalhas dos Guararapes, travadas entre 1648 e 1649 e determinantes para a expulsão dos holandeses do Brasil em 1654.

## Antecedentes históricos

Mapa da Nova Holanda, com seu território indo de Sergipe até o Maranhão.

Até a chegada do administrador da Companhia das Índias Ocidentais (em neerlandês, West-Indische Compagnie ou WIC), Maurício de Nassau, aos territórios conquistados em 1637, os portugueses empreendiam a chamada "Guerra Brasílica", um tipo de guerrilha que consistia em ataques rápidos e furtivos às forças holandesas após os quais os atacantes desapareciam rapidamente nas matas. A partir de então essas emboscadas ficariam suspensas no território da capitania de Pernambuco, uma vez que Nassau implementou uma política de estabilização nos domínios conquistados.
Sob o seu governo, o nordeste brasileiro conheceu uma época de ouro: a "Nova Holanda". Ao pisar em solo pernambucano, encontrou cerca de sete mil pessoas vivendo nas piores condições de higiene e habitação. Mandou construir pontes, palácios, iniciou a urbanização do que hoje é conhecido como o bairro de Santo Antônio na capital pernambucana, incentivou as artes e as ciências, retratou a natureza do novo mundo através de seus dois artistas Frans Post e Albert Eckhout. Ao todo foram 46 estudiosos dos mais variados gêneros.
Com relação à exploração da metrópole para colônia, foi tolerante com os senhores de engenho, os quais deviam muito à WIC. Foi igualmente tolerante com o judaísmo e o catolicismo, deixando que se professassem todas as religiões livremente. Preferia não penhorar engenhos nem sufocar revoltas com crueldade. Enfim, procurava fazer a administração contrária ao que queriam os senhores da WIC.

### Causas imediatas da Insurreição
No início de 1640, uma frota luso-espanhola falhou o desembarque em Pernambuco, sendo destruída perto da ilha de Itamaracá. A guerra pelo Brasil recomeça. Entretanto os holandeses conquistam São Tomé e Príncipe e Luanda, em Angola, centros fornecedores de escravos.
Portugal já estava em guerra contra os Países Baixos desde 1595, quando em dezembro, os portugueses se libertaram do domínio espanhol, iniciando a Guerra da Restauração. O novo rei de Portugal, D. João IV, tento que enfrentar uma longa guerra contra a Espanha, firma uma trégua de dez anos entre Portugal e Países Baixos e ordena que os colonos brasileiros não ataquem os holandeses.
No nordeste do Brasil, os engenhos de cana-de-açúcar viviam dificuldades num ano de pragas e seca, pressionados pela Companhia das Índias Ocidentais, que sem considerar o testamento político de Nassau, passou a cobrar a liquidação das dívidas e confiscar os engenhos dos fazendeiros inadimplentes. Essa conjuntura levou à eclosão da Insurreição Pernambucana, que culminou com a extinção do domínio holandês no nordeste do Brasil.

## A guerra
Em 13 de junho de 1645 começa a rebelião, comandada por André Vidal de Negreiros e João Fernandes Vieira. Inicialmente o governo holandês não deu muita importância para o movimento. Só quando foram informados de que Henrique Dias e Filipe Camarão avançavam sobre Alagoas é que se deram conta da gravidade da situação. Só então o governador holandês começou a enviar comandantes militares para acabar com os focos de rebelião.
Em 3 de agosto de 1645 os dois exércitos confrontaram-se na batalha do Monte das Tabocas. O comandante holandês Hendrick Haus estava convencido de que iria combater soldados amadores, homens sem experiência militar, e levava um grande número de correntes para levar presos os revoltosos. No entanto, Haus acabou sendo atraído para uma emboscada que resultou na derrota das tropas holandesas.
A vitória de Monte das Tabocas deu mais ânimo para os revoltosos. Os chefes do movimento decidiram marchar ao sul de Recife para se encontrar com as tropas, de Henrique Dias e Filipe Camarão, que vinham da Bahia. Ao saber disso, as autoridades holandesas enviaram emissários ao governador geral do Brasil, Antonio Teles da Silva. O governador, porém, afirmou que Dias e Camarão estavam agindo por conta própria e que nada podia fazer, mas se comprometeu a tentar pacificá-los. No entanto, apesar da promessa, Antônio Teles passou a ajudar ativamente o movimento.
Depois de tomar o Forte de Santo Antônio do Cabo, as tropas de André Vidal juntaram-se às de Vieira, Dias e Camarão e chegaram bem próximo de Recife depois de terem retomado Olinda. Vidal, porém, não atacou o Recife por julgar que ainda não estava preparado para isso.
No dia 7 de outubro os revoltosos de Pernambuco enviam um manifesto, ao rei D. João IV, sobre o direito de se levantarem contra a dominação holandesa. Sob pressão do governo da Holanda, D. João IV (que não estava em condições de desafiar os holandeses) enviou ordens à Bahia para que seus homens abandonassem a colônia holandesa. Ao mesmo tempo informou aos holandeses que se não fosse obedecido, nada poderia fazer. Enquanto isso, no Brasil, os portugueses rebeldes sofreram uma derrota no mar quando a frota de Serrão de Paiva foi vencida pela frota de Jan Cornelisz Lichthart. No início de 1647 os holandeses invadiram a ilha de Itaparica na Bahia, mas no início do ano seguinte os portugueses a retomaram. Novos reforços chegavam tanto da Holanda quanto de Portugal sendo os holandeses comandados por Witte Corneliszoon de With e os portugueses pelo Conde de Vila Pouca de Aguiar, novo governador-geral do Brasil.
Ainda em 1647 o padre Antônio Vieira, conselheiro de D. João IV, aconselha o rei a comprar Pernambuco dos holandeses, mas a proposta viria a ser recusada pela Holanda no ano seguinte.

Batalha dos Guararapes (ex-voto).

Em 18 de Abril de 1648 o monte dos Guararapes foi ocupado por 2 400 soldados luso-nordestinos. No dia seguinte chegaram ao local 4 500 holandeses para enfrentá-los. Mesmo estando em desvantagem, o líder português Muniz Barreto, decidiu enfrentar o inimigo na Primeira Batalha dos Guararapes, na qual, depois de 5 horas de combates, os luso-nordestinos saíram vencedores, porém um dos líderes brasileiros, Filipe Camarão, veio a falecer em decorrência dos ferimentos sofridos durante a batalha.
A Segunda Batalha de Guararapes foi travada em 19 de fevereiro de 1649 e, assim como na primeira batalha, os holandeses estavam em maior número, além disso voltaram a menosprezar a astúcia dos comandantes aliados portugueses e nordestino. Os aliados movimentaram as suas tropas durante a noite e quando amanheceu o dia os holandeses se viram quase cercados e, ao tentar recuar, foram atacados pelos aliados sofrendo mais uma derrota na qual morreram 1028 homens, incluindo o comandante Coronel Brinck, e 90 homens foram feitos prisioneiros, enquanto do lado dos luso-nordestinos as baixas foram de 45 mortos e 200 feridos.
Em março de 1649 é criada em Portugal a Companhia Geral do Comércio do Brasil, com o objetivo de fazer frente à sua rival holandesa e ajudar na retomada de Pernambuco.
Nos anos seguintes os holandeses vão ficando cada vez mais acuados frente o avanço dos Aliados, até que, em 1652, a Holanda entra em guerra contra a Inglaterra, ficando assim impossibilitada de enviar reforços à sua colônia. Aproveitando-se disso, D. João IV envia uma grande esquadra, composta por 13 navios de guerra e 64 navios mercantes armados, sob o comando de Pedro Jaques de Magalhães. A esquadra chegou a Pernambuco em 20 de dezembro de 1653, cercando Recife. No dia 15 de janeiro de 1654 os luso-nordestinos, comandados por André Vital, atacaram o Recife. No dia 23 os holandeses fizeram uma proposta de paz que foi aceita pelos Aliados. Em 26 de janeiro de 1654 os líderes holandeses assinaram a rendição.
Na rendição ficou acordado que todas as vilas, fortes e armamentos que estivessem em poder dos holandeses passariam para coroa portuguesa; que receberiam anistia todos aqueles que tivessem ajudado os holandeses; que os holandeses que quisessem permanecer no Brasil teriam os mesmos direitos que os portugueses; e aos que quisessem se retirar seria permitido levar todos os seus bens. A notícia da rendição chegou a Portugal no dia 19 de março, dia do aniversário de D. João IV. Logo em seguida começaram as negociações entre Portugal e Holanda.

### Contexto internacional

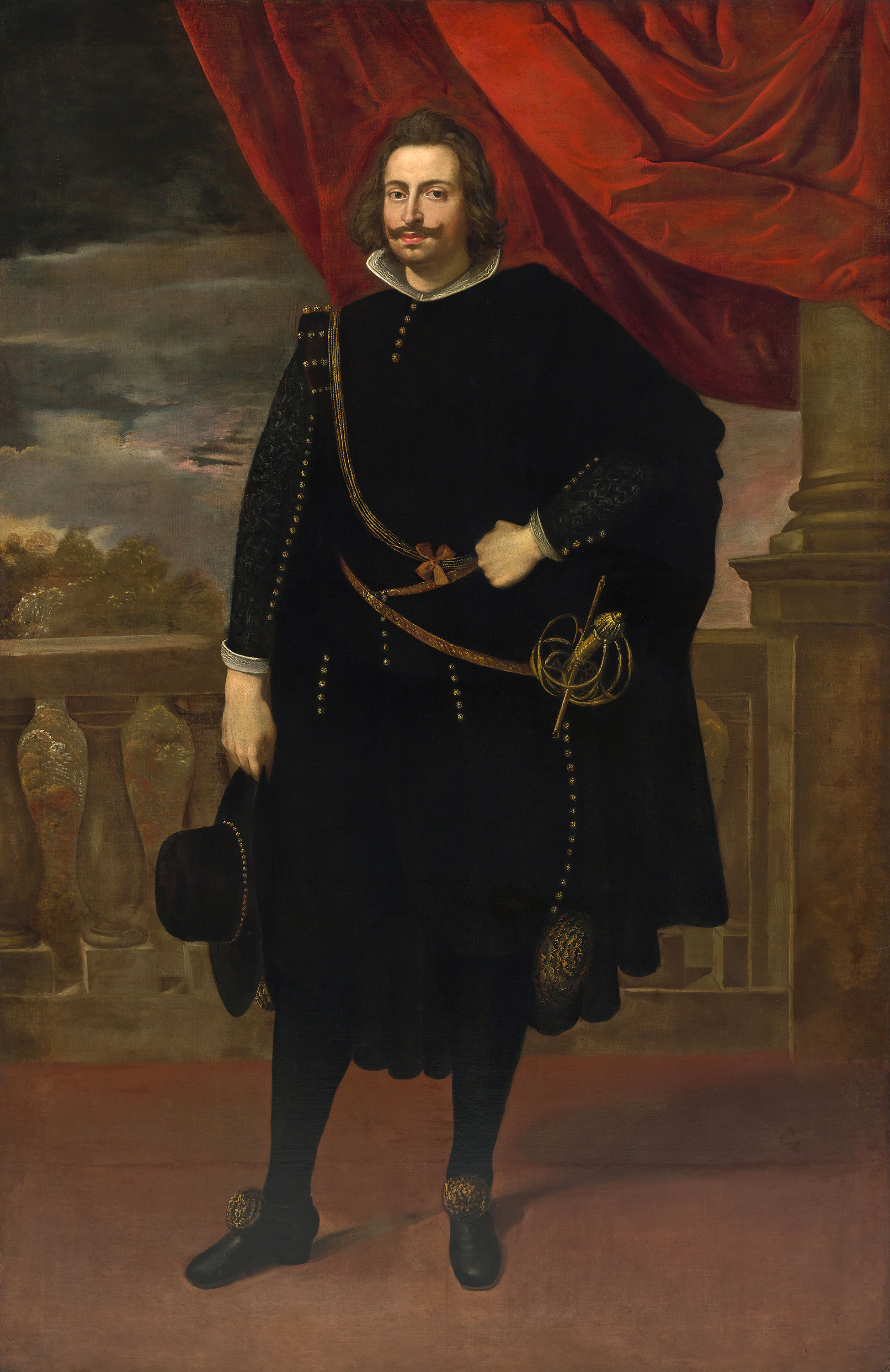
D. João IV. Rei de Portugal.

A Insurreição Pernambucana se insere no contexto da Guerra Luso-Holandesa (1595 – 1663), e as disputas em torno do território brasileiro não seriam, de fato, encerradas com a expulsão dos neerlandeses de Pernambuco, em 1654. Terminada a Guerra Anglo-Holandesa os holandeses se voltaram contra Portugal. Uma frota holandesa bloqueou os principais portos de Portugal enquanto diplomatas holandeses negociavam com a rainha regente D. Luísa, viúva de D. João IV, as condições para a paz entre Portugal e Holanda. As exigências eram altas: Portugal deveria devolver Pernambuco e os demais territórios da Nova Holanda para os holandeses e ainda entregar as colônias portuguesas de Angola e São Tomé além de pagar uma pesada indenização para a Companhia Holandesa das Índias Ocidentais (W.I.C.). A situação era delicada para Portugal, pois os portugueses ainda estavam em guerra contra a Espanha, mesmo assim Portugal não cedeu às exigências e a guerra continuou, com apresamento de navios de ambas as partes, até que o casamento do rei da Inglaterra Carlos II, com D. Catarina, filha de D. João IV e irmã de D. Afonso VI, fez com que a Inglaterra intervisse em favor de Portugal. A assinatura da paz definitiva, em condições mais dignas para Portugal, ocorreu finalmente em 6 de agosto de 1661, com a assinatura do Tratado de Haia, pelo qual a Nova Holanda foi "vendida" a Portugal por quatro milhões de cruzados (ou oito milhões de florins), a ser paga em dinheiro ou açúcar, tabaco e sal. Ainda nos termos do acordo, os holandeses gozariam de benefícios alfandegários e liberdades comerciais nos territórios do império português. Em 1662, em razão da demora no pagamento da indenização, Cochim é tomada pelos holandeses quebrando o acordo assinado. Os holandeses, temendo perder os territórios já conquistados, acabariam por firmar definitivamente a paz em 1663.
No final da guerra, Portugal acabou por ceder o Ceilão (também invadido pela Companhia das Índias Orientais), além de conceder à República das Sete Províncias Unidas dos Países Baixos (Holanda), privilégios no comércio açucareiro. Em troca, os Países Baixos reconheciam a total soberania portuguesa sobre o Brasil e Angola.

## Principais figuras do movimento
|                       |  |                          |
| João Fernandes Vieira |  | André Vidal de Negreiros |

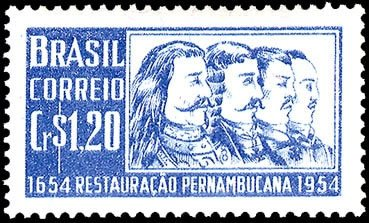
Selo postal com as principais figuras da batalha.

- João Fernandes Vieira: senhor de engenho português, chegou ao Brasil com dez anos de idade. Na opinião do historiador Charles Ralph Boxer foi o principal líder da reconquista de Pernambuco. Apesar de ser de origem humilde e talvez até de cor (há indícios de que sua mãe não era branca), Fernandes Vieira governou Angola e Pernambuco.[6] Em 1645 foi o primeiro signatário do pacto então selado no qual figura o vocábulo pátria pela primeira vez utilizado em terras brasileiras. Na função de mestre de campo, comandou o mais poderoso terço do Exército Patriota nas duas batalhas dos Guararapes (1648 e 1649). Por seus feitos, foi aclamado Chefe Supremo da Revolução e Governador da Guerra da Liberdade e da Restauração de Pernambuco.[1]

- André Vidal de Negreiros: foi um militar e governador colonial luso-brasileiro nascido na Paraíba. Mobilizou recursos e gentes do sertão nordestino para lutar ao lado das tropas portuguesas. Um dos melhores militares de seu tempo, tomou parte com grande bravura em quase todos os combates contra os holandeses. Foi nomeado Mestre de campo, notabilizando-se no comando de um dos terços do Exército Patriota nas duas batalhas dos Guararapes.[2] Comandou o sítio de Recife que resultou na capitulação holandesa em 1654. André Vidal de Negreiros foi na opinião do historiador Francisco Adolfo de Varnhagen o grande artífice da expulsão dos holandeses. Pelos seus feitos foi nomeado governador e capitão-geral das capitanias do Maranhão, de Pernambuco e o Estado de Angola.[1]

|                |  |               |
| Filipe Camarão |  | Henrique Dias |

- Filipe Camarão ou Potiguaçu: indígena da tribo potiguar, à frente dos guerreiros de sua tribo organizou ações de guerrilha que se revelaram essenciais para conter o avanço dos invasores, destacou-se nas batalhas de São Lourenço (1636), Porto Calvo (1637) e de Mata Redonda (1638). Nesse último ano participou ainda da defesa de Salvador, atacada pelos melhores soldados de Maurício de Nassau.[2] Distinguiu-se comandando a ala direita do exército rebelde na Primeira Batalha dos Guararapes, pelo que foi agraciado com a mercê de Dom, o hábito de cavaleiro da Ordem de Cristo, o foro de fidalgo com brasão de armas e o título de Capitão-Mor de Todos os índios do Brasil.[1]

- Henrique Dias: brasileiro filho de escravos, conhecido como governador da gente preta, recrutou ex-escravos afro-brasileiros oriundos dos engenhos assolados pelo conflito e dominados pelos invasores, como mestre de campo comandou o Terço de Homens Pretos e Mulatos do Exército Patriota nas duas batalhas dos Guararapes, suas tropas também eram denominadas Henriques ou milícias negras. Participou de inúmeros combates, distinguindo-se por bravura nos combates de Igaraçu onde foi ferido duas vezes, participou ainda da reconquista de Goiana e notoriamente em Porto Calvo em 1637, quando teve a mão esquerda estraçalhada por um tiro de arcabuz, sem abandonar o combate decidiu a vitória na ocasião. Quando D. João IV desautorizara a Insurreição Pernambucana há uma breve trégua, mas mesmo assim Henrique Dias escreve estas palavras aos holandeses "...Meus senhores holandeses...Saibam Vossas Mercês que Pernambuco é...minha Pátria, e que já não podemos sofrer tanta ausência dela. Aqui haveremos de perder as vidas, ou havemos de deitar a Vossas Mercês fora dela. E ainda que o Governador e Sua Majestade nos mandem retirar para a Bahia, primeiro que o façamos havemos de responder-lhes, e dar-lhes as razões que temos para não desistir desta guerra". Pelos seus serviços prestados também recebeu vários títulos de fidalgo, como a mercê do Hábito da Ordem de Cristo e a Comenda de Soure.[1]

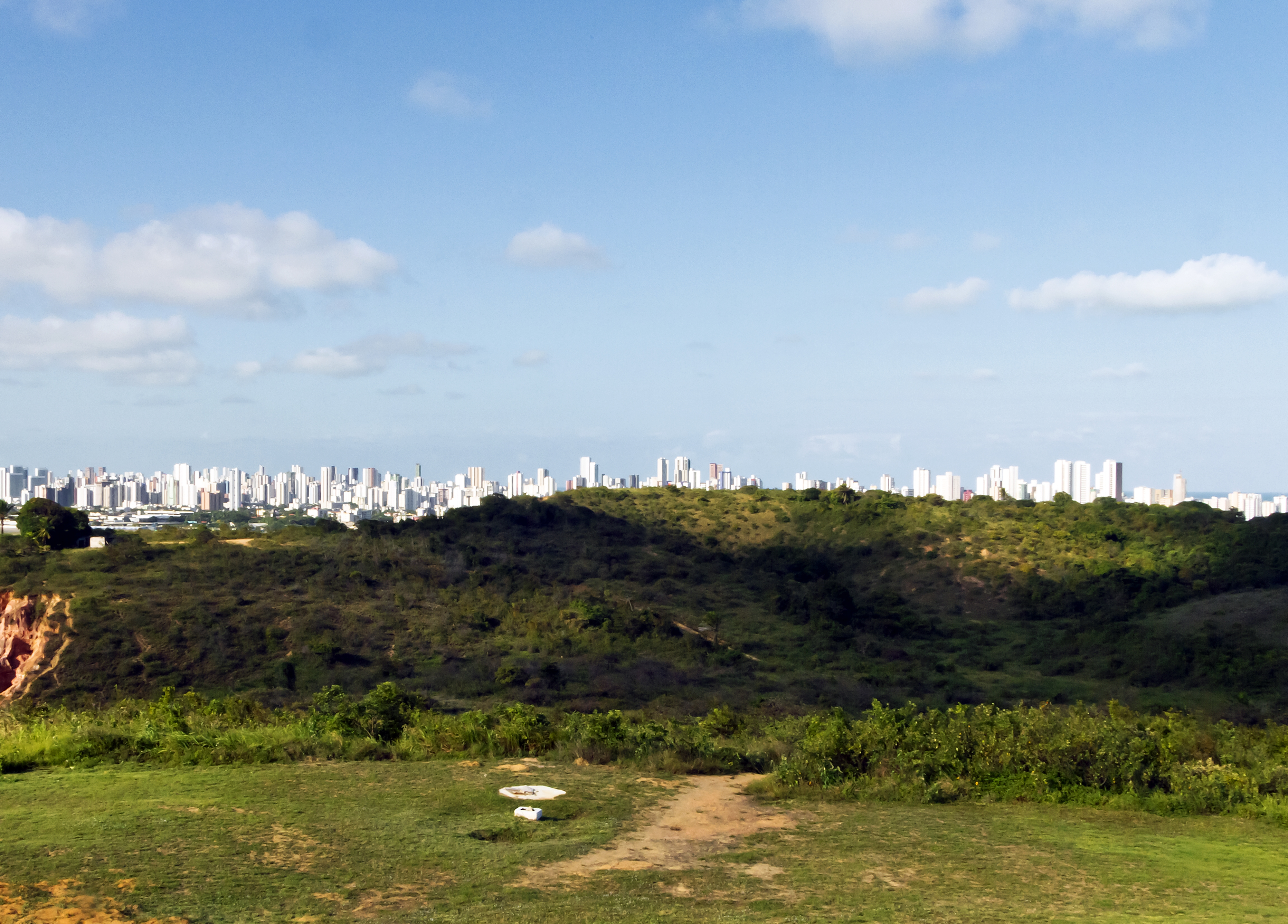
Morro dos Guararapes, local onde foram travadas as Batalhas dos Guararapes, com Recife ao fundo. O Parque Histórico Nacional dos Guararapes é bem tombado pelo IPHAN.

- Antônio Dias Cardoso: português, foi um dos principais líderes da Insurreição Pernambucana e comandou um pequeno efetivo que venceu a batalha dos Monte das Tabocas contra uma tropa muito maior liderada diretamente por Maurício de Nassau e posteriormente também em menor número venceu em Casa Forte a tropa neerlandesa comandada pelo Tenente-coronel Hendrick Van Hans, Comandante-Geral holandês no Nordeste do Brasil. Também participou ativamente nas duas batalhas dos Guararapes quando na primeira foi subcomandante do maior dos quatro terços do Exército Patriota, tendo-lhe sido passada a investida da principal frente de batalha por João Fernandes Vieira, na segunda batalha comandou a chamada Tropa Especial do Exército Patriota, desbaratando toda a ala direita dos holandeses. Nesta campanha, Antônio Dias Cardoso começou no posto de soldado, durante a invasão de 1624 a 1625 teve sucesso ao lado de sua companhia em conter o invasor no perímetro de Salvador que estava cercada pelos melhores soldados de Maurício de Nassau, por seus feitos durante a campanha chegou rapidamente ao posto de capitão, onde foi para a reserva, mas devido ao seu reconhecido valor foi novamente convocado para lutar, era conhecedor profundo das técnicas de guerrilha dos indígenas, onde os mesmos utilizavam-se largamente de emboscadas, e em 1645 recrutou, treinou e liderou uma força de 1 200 pernambucanos mazombos insurretos, armados com armas de fogo, foices, paus, arcos e flechas, numa emboscada em que derrotaram 1 900 neerlandeses melhor equipados. Esse sucesso lhe valeu o apelido de mestre das emboscadas. Por seus feitos, foi-lhe concedido a honra de Cavaleiro da Ordem de Cristo e o comando do Terço de João Fernandes Vieira, do qual havia sido ajudante à época da 1ª batalha dos Guararapes. Em 1656 foi nomeado Mestre de campo, encerrando definitivamente a sua carreira militar. Em 1657, assumiu o governo da Capitania da Paraíba. Como operava no passado à maneira das atuais tropas de forças especiais, combatendo em menor número, sem posição fixa, usando a surpresa como elemento de combate, utilizando-se de emboscadas, recrutando população local, treinando-as em técnicas irregulares como as de guerrilha, dentre outras coisas, foi homenageado como patrono do 1º Batalhão de Forças Especiais do Exército Brasileiro e por isso é reconhecido atualmente como o primeiro operador de forças especiais do Brasil.[1]